# Ensemble Hornschuchpromenade/Königswarterstraße (Fürth)
Das Ensemble Hornschuchpromenade/Königswarterstraße ist ein Gebäudeensemble in Fürth und steht entsprechend Artikel 1 Absatz 3 des Bayerischen Denkmalschutzgesetzes unter Denkmalschutz. Das Ensemble ist Bestandteil der Liste der Baudenkmäler in Fürth, in der die Baudenkmäler der mittelfränkischen kreisfreien Stadt Fürth aufgelistet sind. Diese Liste ist eine Teilliste der Liste der Baudenkmäler in Bayern. Grundlage dieser Liste ist die Bayerische Denkmalliste, die auf Basis des Bayerischen Denkmalschutzgesetzes vom 1. Oktober 1973 erstmals erstellt wurde und seither durch das Bayerische Landesamt für Denkmalpflege geführt und aktualisiert wird. Die folgenden Angaben ersetzen nicht die rechtsverbindliche Auskunft der Denkmalschutzbehörde.

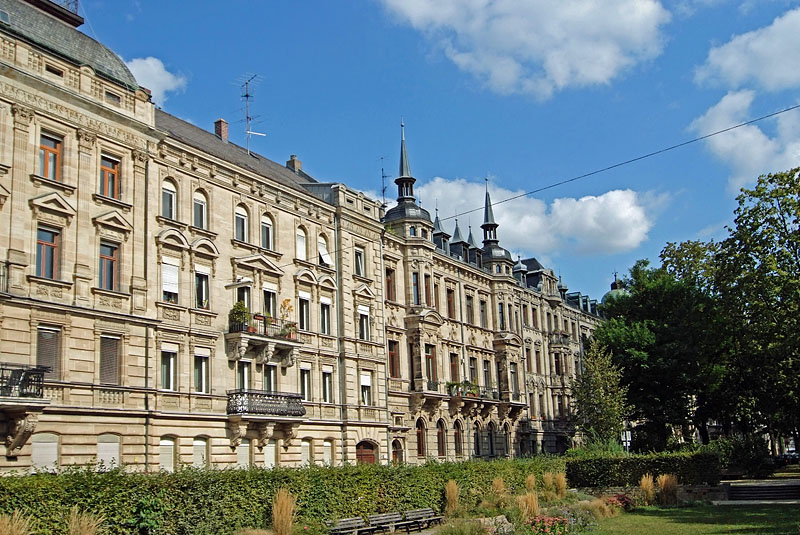
Hornschuchpromenade 1, 2, 3, 4 und 5.

## Beschreibung
Das Ensemble beinhaltet die Bebauung der Hornschuchpromenade, der Königswarterstraße und die anschließenden Nebenstraßen (Pickertstraße, Zähstraße), eine kleine Parkanlage samt Allee sowie einzelne Gebäude der Luisenstraße, der Jakobinenstraße, der Nürnberger Straße und der Rudolf-Breitscheid-Straße. Ausgenommen sind die – gleichwohl unter Denkmalschutz stehenden – Anwesen Königswarterstraße 22, 24, 26 und 48.
An der hier seit 1835 verlaufenden ehem. Ludwigseisenbahn entstand ab 1838 eine schmale städtische Grünanlage, die „Promenade“. Die nördlich der Bahnlinie verlaufende „obere Weinstraße“ wurde 1890 in Promenade umbenannt, seit 1912 erinnert sie als Hornschuchpromenade an den Industriellen Heinrich Hornschuch (1838–1912), einen Wohltäter der Stadt. Die südlich verlaufende ehem. Bahnhofstraße, seit 1875 Königswarterstraße, erhielt ihren Namen nach dem vermögenden Wohltäter Wilhelm Königswarter (1809–1887).
An diesen Straßen entstanden seit 1883 meist viergeschossige herrschaftliche Mietshäuser mit sehr aufwändig gestalteten Sandsteinfassaden, zumeist in den Formen des späten Historismus (Neorenaissance, Neobarock, Deutsche (Neo-)Renaissance), aber auch im Jugendstil sowie in Übergangsformen. Die Geschlossenheit der Anlage und der städtebaulichen Einheit wurde mit Pariser Boulevards verglichen. Der außergewöhnlich gut erhaltene Baubestand dehnt sich in vergleichbarer Architekturhaltung bis in die kleineren Nebenstraßen aus. „Bis heute ist hier der vornehmste Wohnbereich des wohlhabenden Bürgertums der Handels- und Industriestadt Fürth anschaulich, der in seiner fast lückenlos erhaltenen Geschlossenheit zudem eines der eindrucksvollsten gründerzeitlichen Stadtquartiere Bayerns und Deutschlands darstellt.“ (Bayerisches Landesamt für Denkmalpflege). Teilweise durch Bombenschäden verursachte Störungen des Erscheinungsbildes entstehen mit den Anwesen Hornschuchpromenade 11 und 19 und den Neubauten Königswarterstraße 82 / 84 anstelle der verloren gegangenen, hochwertigen Villa des innovativen Maschinenfabrikanten Johann Wilhelm Engelhardt (1816–1878).

## Einzeldenkmäler

### Hornschuchpromenade

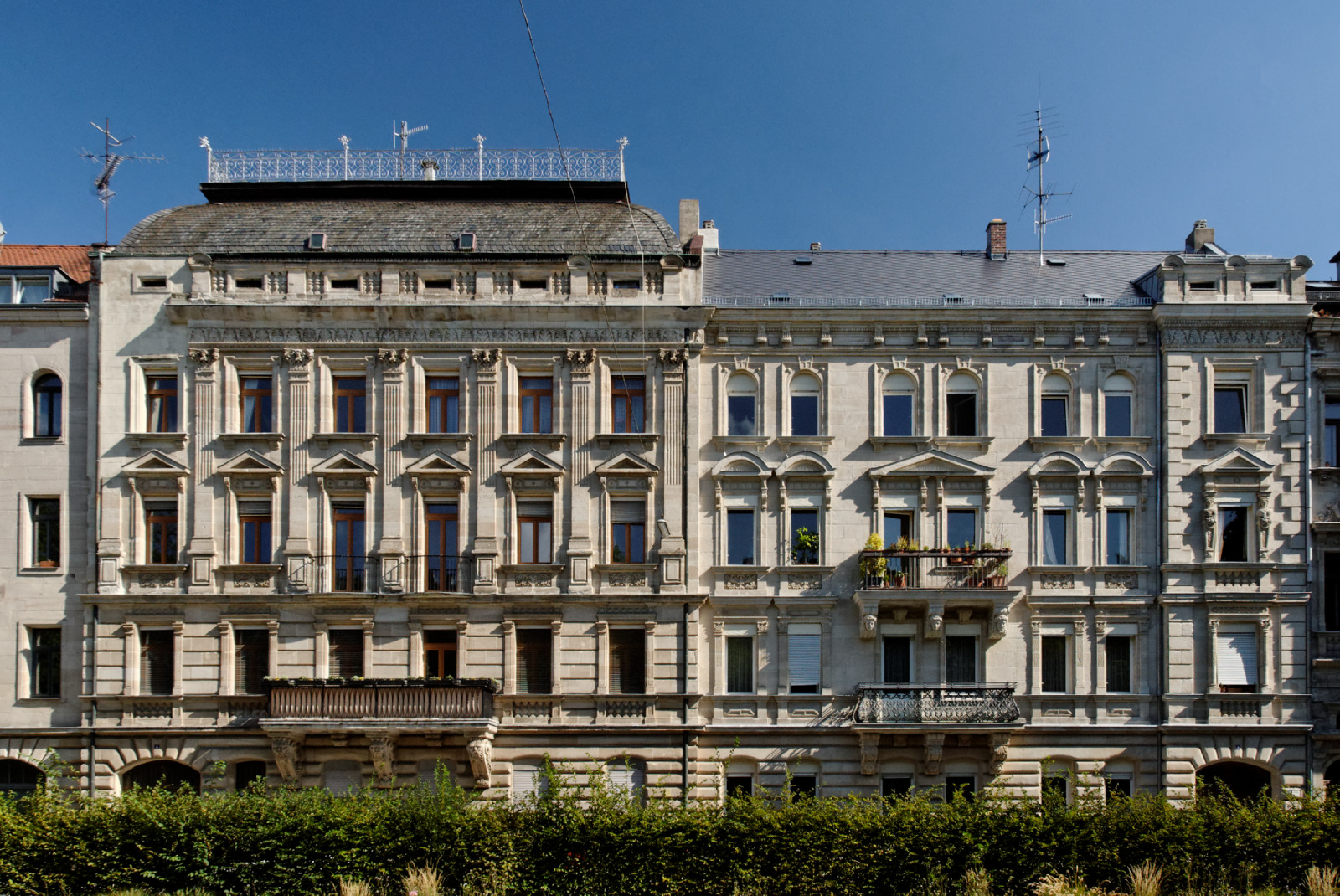
Hornschuchpromenade 1 und 2.

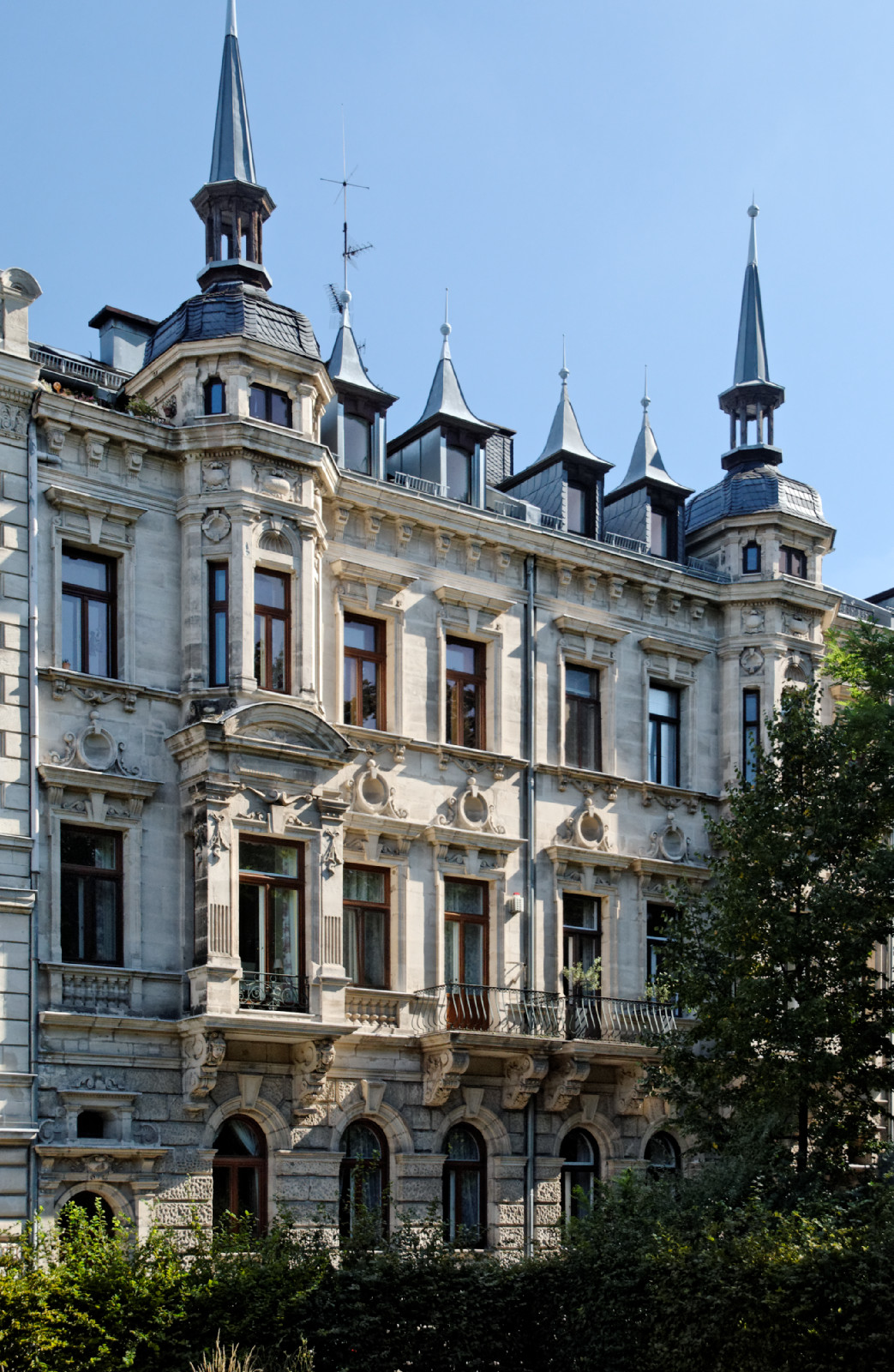
Hornschuchpromenade 3 und 4.

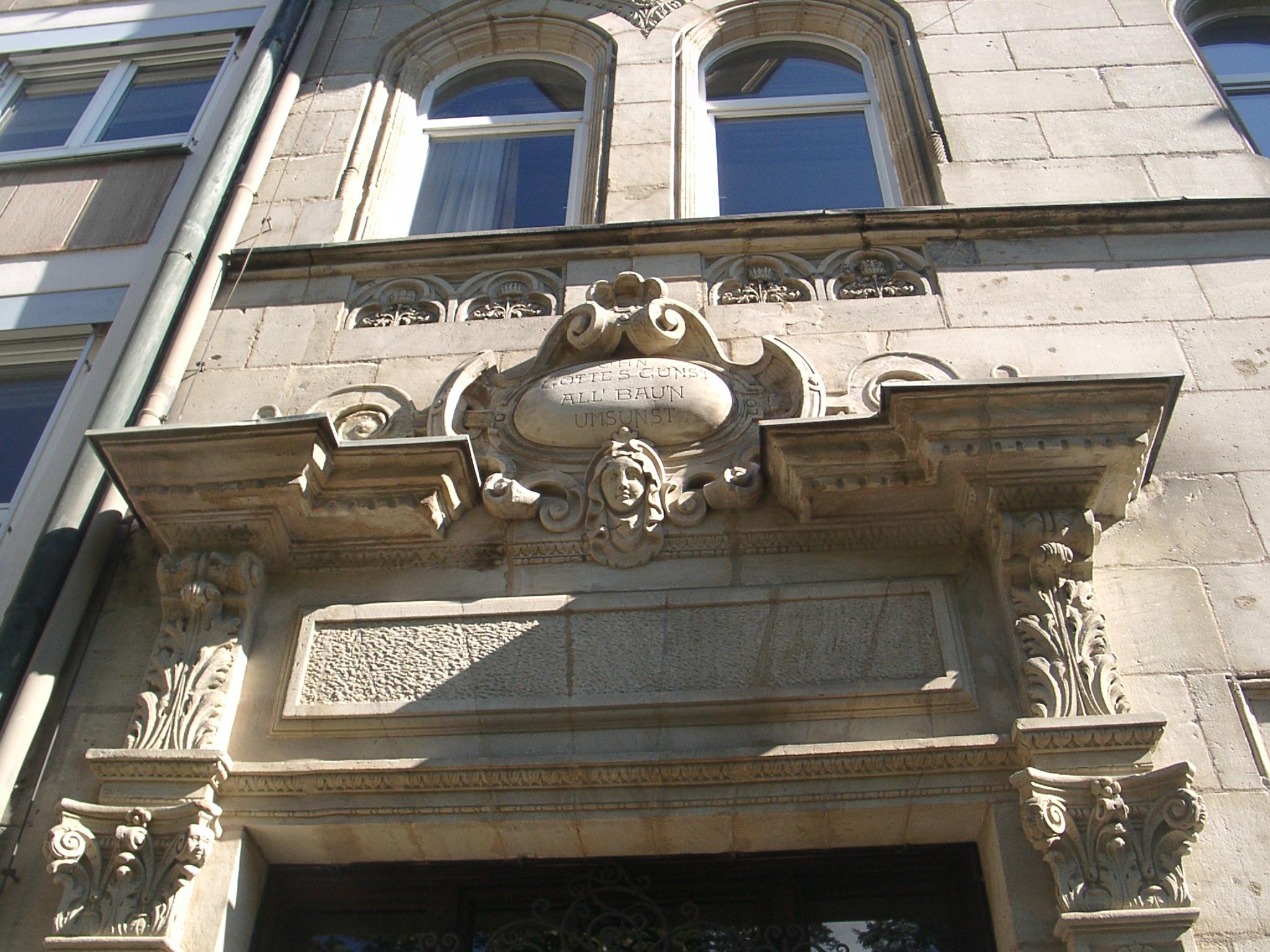
Oberer Teil des Ädikulaportals von Hornschuchpromenade 13.

- Hornschuchpromenade 1, 2 – Neurenaissance-Mietshausgruppe, sehr repräsentativ, reich gegliedert, viergeschossig, 1887/88, wohl von Georg Müller; zusammen mit den Mietshäusern Luisenstraße 1/3, Nürnberger Straße 38/40/42 drei symmetrische Fronten bildend.
- Hornschuchpromenade 3/4 – Dreigeschossiges, symmetrisches Doppelwohnhaus in prächtiger Neurenaissance, Sandstein, mit zwei Erkertürmen, 1889/90 von Gottlob F. Hildenbrand; mit reicher Ausstattung, in Nr. 3 von 1920. Baugruppe mit Luisenstraße 1 und 3 sowie Nürnberger Straße 38/40/42.
- Hornschuchpromenade 5 – Mietshaus, viergeschossig mit neubarocker, sehr reich gegliederter und dekorierter Sandsteinfassade, Polygonalerker und Zwerchgiebel, 1892 von Fritz Walter; Rückseite zur Nürnberger Straße 50 in Rohbackstein mit Sandsteingliederungen, mit zweigeschossigem Jugendstil-Anbau von 1907 und Pfeilerzaun.
- Hornschuchpromenade 6 – Dreigeschossiges Wohnhaus, reich gegliederter neubarockbau in Sandstein mit polygonalem Eckerker, Ädikulaportal und Balkonen, 1895/96 von Fritz Walter; symmetrische Baugruppe mit Nr. 7 beiderseits eines schmalen Vorhofes; Rückseite zur Nürnberger Straße Rohbackstein mit Sandsteingliederungen.
- Hornschuchpromenade 7 – Mietshaus, dreigeschossig, Sandstein, reich gegliedert in deutscher Renaissance mit polygonalem Eckerker, Balkon-Erker-Gruppe und Zwerchgiebel darüber, 1898 (bez.) von Fritz Walter; Gruppe mit Nr. 6 und 8.
- Hornschuchpromenade 8 – Dreigeschossiges Mietshaus mit sehr reich gegliederter neubarocker Sandsteinfassade mit Ädikulaportal, mittlerer Balkonerker-Gruppe und Zwerchgiebel darüber, 1896/97 von Fritz Walter; Gruppe mit Nr. 6.
- Hornschuchpromenade 13 – Viergeschossiges Mietshaus in deutscher Renaissance, Sandstein, mit prächtigem Mittelerker, Staffelgiebel und reichem Dekor, Ädikulaportal, hofseitig Loggien mit Maßwerkbrüstung, 1899/1900 von Fritz Walter.
- Hornschuchpromenade 15 – Dreigeschossiges Neurenaissance-Mietshaus mit Balkonen und Mansardgeschoss, Sandstein, 1886/87 von Egerer und Richter.
- Hornschuchpromenade 17 – Neurenaissance-Mietshaus, viergeschossig, Sandstein, reich gegliedert, zwei Erker mit dazwischen gespannten Balkonen, Mittelzwerchhaus, 1903 von Wilhelm Schemm.

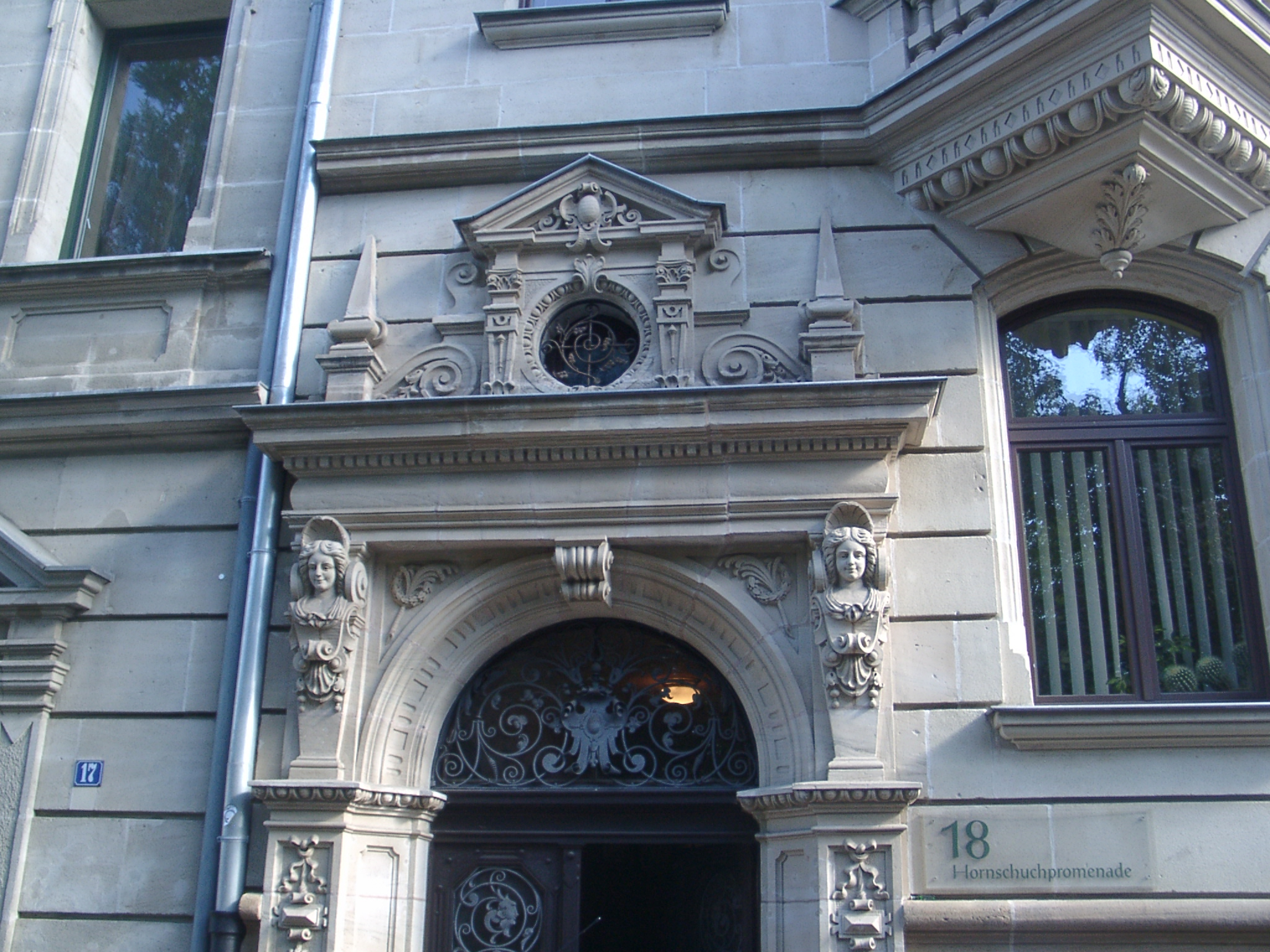
Eingang Hornschuchpromenade 18.

- Hornschuchpromenade 18 – Herrschaftliches Wohn- und Geschäftshaus, dreigeschossiger Neurenaissance-Sandsteinbau, Sandstein, mit prächtigem Ädikulaportal, keilförmigem Erker, Loggien und Mansarddach, 1895/96 von Adam Egerer.

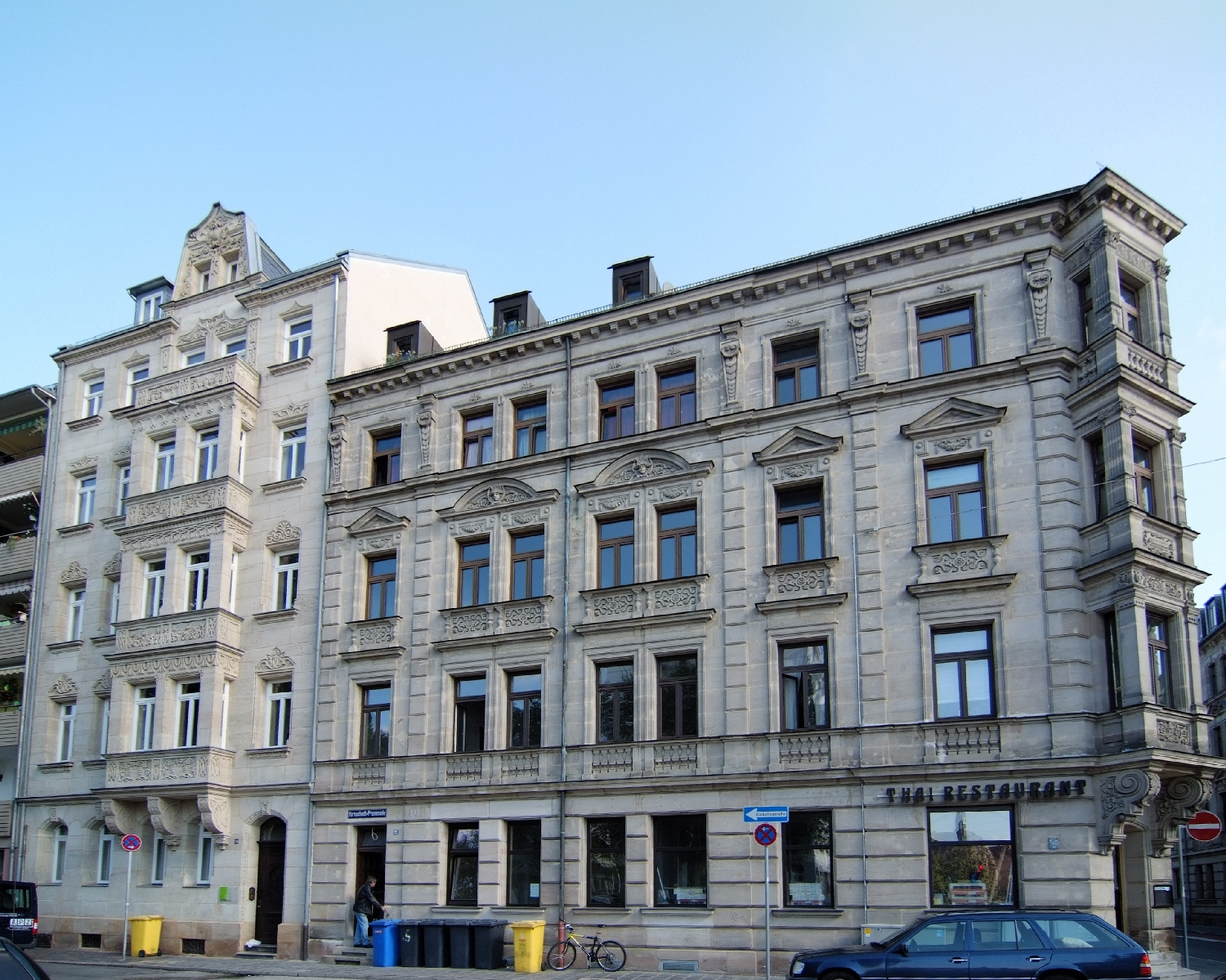
Hornschuchpromenade 20 und 21 (Eckhaus).

- Hornschuchpromenade 20 – Fünfgeschossiges Mietshaus, schmale Sandsteinfassade mit Flacherker, Zwerchgiebel und reicher Dekoration in Mischformen aus deutscher Renaissance und Jugendstil, 1902 von J. Müller (Ebert und Müller).
- Hornschuchpromenade 21 – Viergeschossiges Neurenaissancehaus in Sandstein mit flächiger, reicher Gliederung, Erker an der abgeschrägten Ecke, 1888 von Adam Egerer und Richter; städtebauliches Pendant zu Jakobinenstraße 6.
- Hornschuchpromenade 22 – Neurenaissance-Mietshaus, viergeschossig (mit neuem 5. Geschoss), Sandstein, reich gegliedert, 1887 von Johann Gran.
- Hornschuchpromenade 23 – Mietshaus, deutsche Renaissance, viergeschossig, Sandstein, mit prächtigem Mittelerker und -zwerchgiebel sowie Maßwerk- und Rollwerkdekor, 1899/1900 von Adam Egerer.

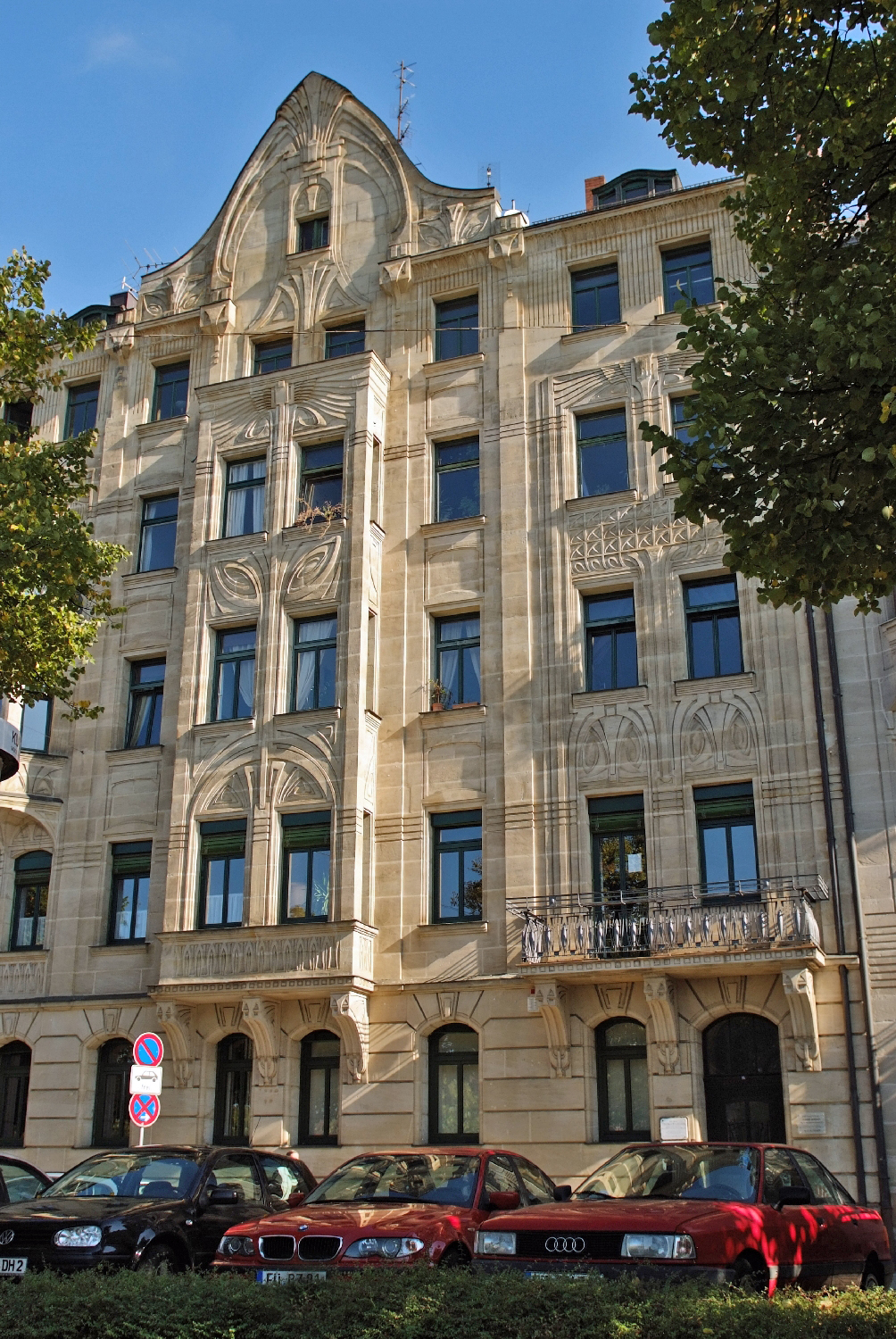
Hornschuchpromenade 25 im Jugendstil, aber noch mit traditioneller Fugenteilung des Erdgeschosses.

- Hornschuchpromenade 24/25 – Sehr reich gegliederte und dekorierte Gruppe (mit Eckhaus Zähstraße 4) von Jugendstil-Mietshäusern, vier- bis fünfgeschossig, Fassaden Sandstein, mit zahlreichen Erkern, Balkonen und geschweiften Zwerchgiebeln, 1901–1904 von J. Müller, G. Müller sowie Karl Meier.
- Hornschuchpromenade 28 – Neurenaissance-Mietshaus, viergeschossig, Sandstein, reich gegliedert, mit Mittelerker und Zwerchgiebel, 1897/98 von Fritz Walter; schließt sich stilistisch der Gruppe Zähstraße 1/3 samt Nürnberger Straße 100 an.
- Hornschuchpromenade 29 – Mietshaus, deutsche Renaissance, viergeschossig, Sandstein, mit zweiachsigem Mittelerker, breitem Zwerchhaus und ausgebautem Dachgeschoss, 1900/01 von J. Müller.
- Hornschuchpromenade 30 – Mietshaus, deutsche Renaissance, viergeschossig, Sandstein, mit zweiachsigem, reich gegliedertem Mittelerker und hohem Schweifgiebel-Zwerchhaus, 1898/99 von J. Konrad Merkl.
- Hornschuchpromenade 44 – Viergeschossiges asymmetrisches Jugendstil-Mietshaus, Sandstein und Putz, zwei Erker, 1911/12 von Peringer und Rogler (Gruppe mit Nürnberger Straße 132).
- Hornschuchpromenade 46, 47 – Siehe Nürnberger Straße 134/136.
- Hornschuchpromenade 49, 50 – Dreigeschossige Mietshausgruppe, deutsche Renaissance, 1904 von Fritz Walter; erdgeschossiger Anbau an Nr. 49 bez. 1916 (Gruppe mit Nürnberger Straße 158).

### Jakobinenstraße
- Jakobinenstraße 1 – Neurenaissance-Mietshaus, viergeschossig, 1887/88.
- Jakobinenstraße 6 – Viergeschossig reich gegliedertes Neurenaissance-Mietshaus, Sandstein, Flacherker an der abgeschrägten Ecke, Gitterbalkone, Schnitztür, 1889 von Max Mayer; Gruppe mit Nr. 8.
- Jakobinenstraße 8 – Viergeschossiges Mietshaus, sehr reich gegliederter neubarocker Eckbau, runder Eckerker, nördlich Polygonalerker, 1891/92 von Max Mayer; architektonische Einheit mit Nürnberger Straße 88; Gruppe mit Nr. 6.

### Königswarterstraße

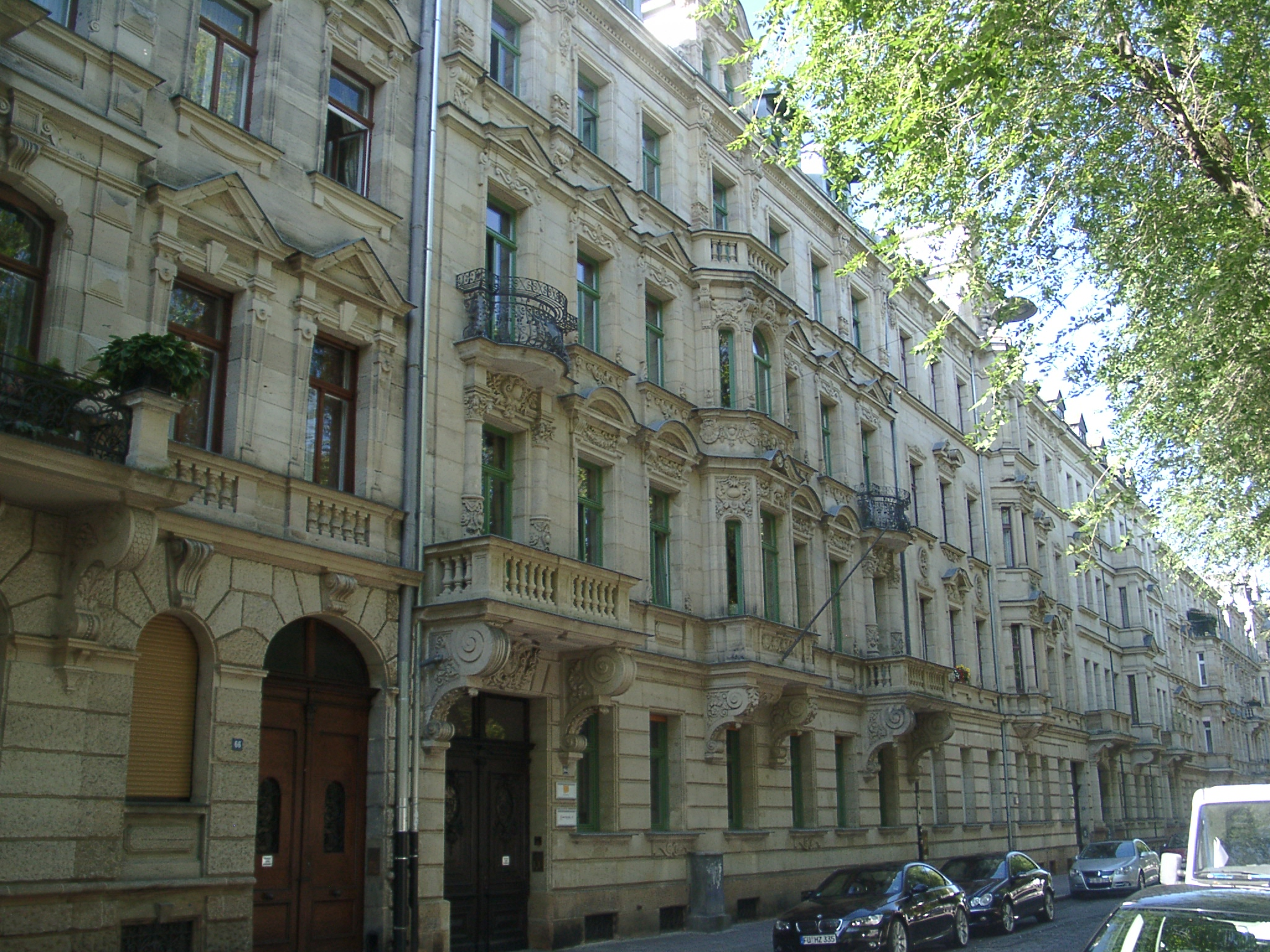
In der Bildmitte Königswarterstraße 64, links davon teilweise sichtbar Nr. 62, rechts davon Nr. 66 folgende

- Königswarterstraße 54, 54 a – Viergeschossige Mietshausgruppe, Neurenaissance, Sandstein, reich gegliedert, jeweils mit Mittelerker und -giebel, prächtige Durchfahrten, 1897–99 von Fritz Walter.
- Königswarterstraße 56 – Dreigeschossiges neubarockes Mietshaus, Sandstein, sehr reich gegliedert, mit breitem Zwerchhaus und prächtige Balkongruppe, 1883 von Max Mayer.
- Königswarterstraße 58 – Neurenaissance-Mietshaus, viergeschossig, Sandstein, reich gegliedert, mit Mittelerker und flachen Seitenrisaliten, 1887 wohl von Wolfgang Müller.
- Königswarterstraße 60 – Neurenaissance-Mietshaus, viergeschossig, Sandstein, mit Mittelerker, 1889/90 von Fritz Walter.
- Königswarterstraße 62 – neubarockes Mietshaus, viergeschossig, Sandstein, reich gegliedert, in der Mitte polygonalerker und Ziergiebel, 1891/92 von Theodor Eyrich.

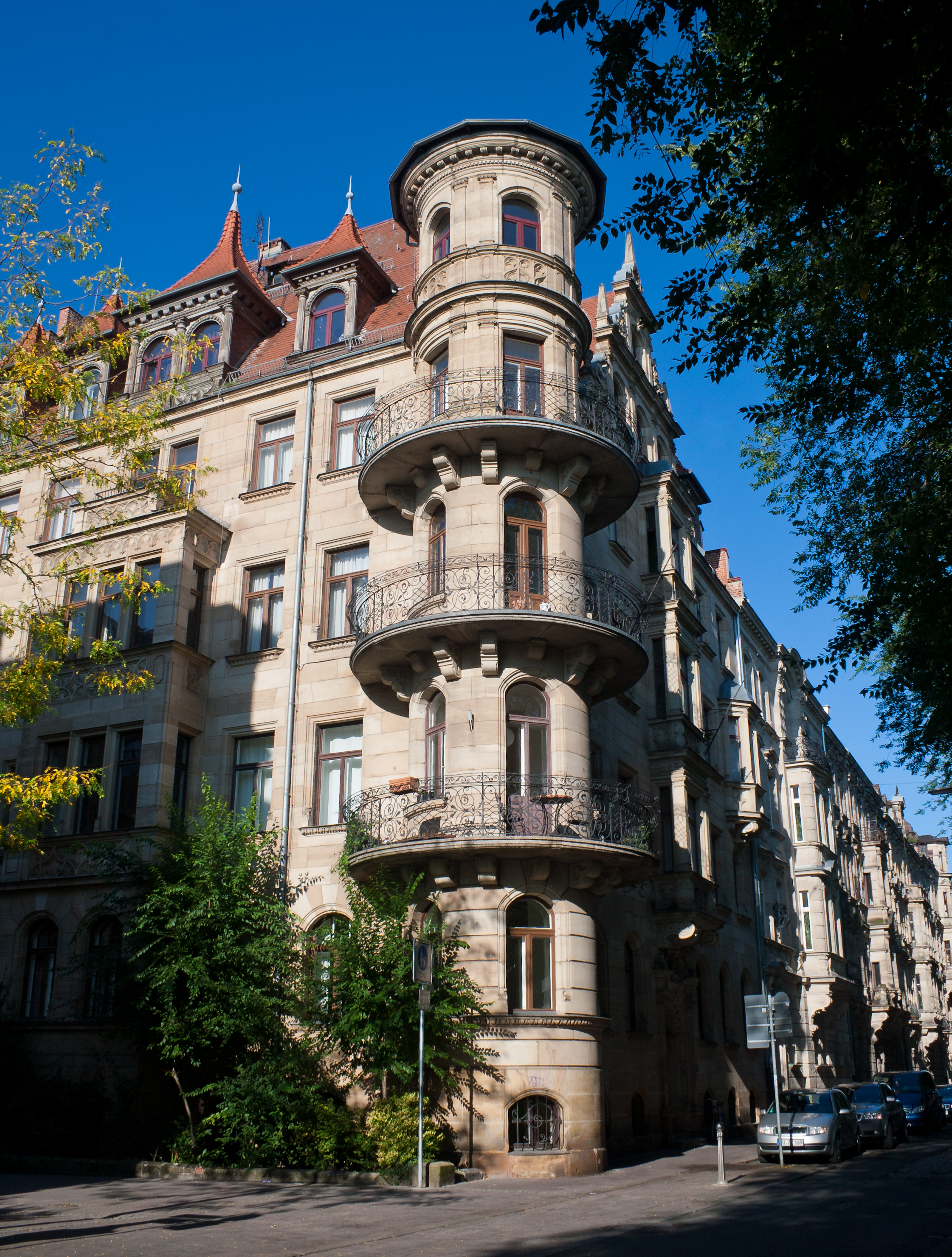
Eckturm von Königswarterstraße 74 (ursprünglich Zwiebelturm).

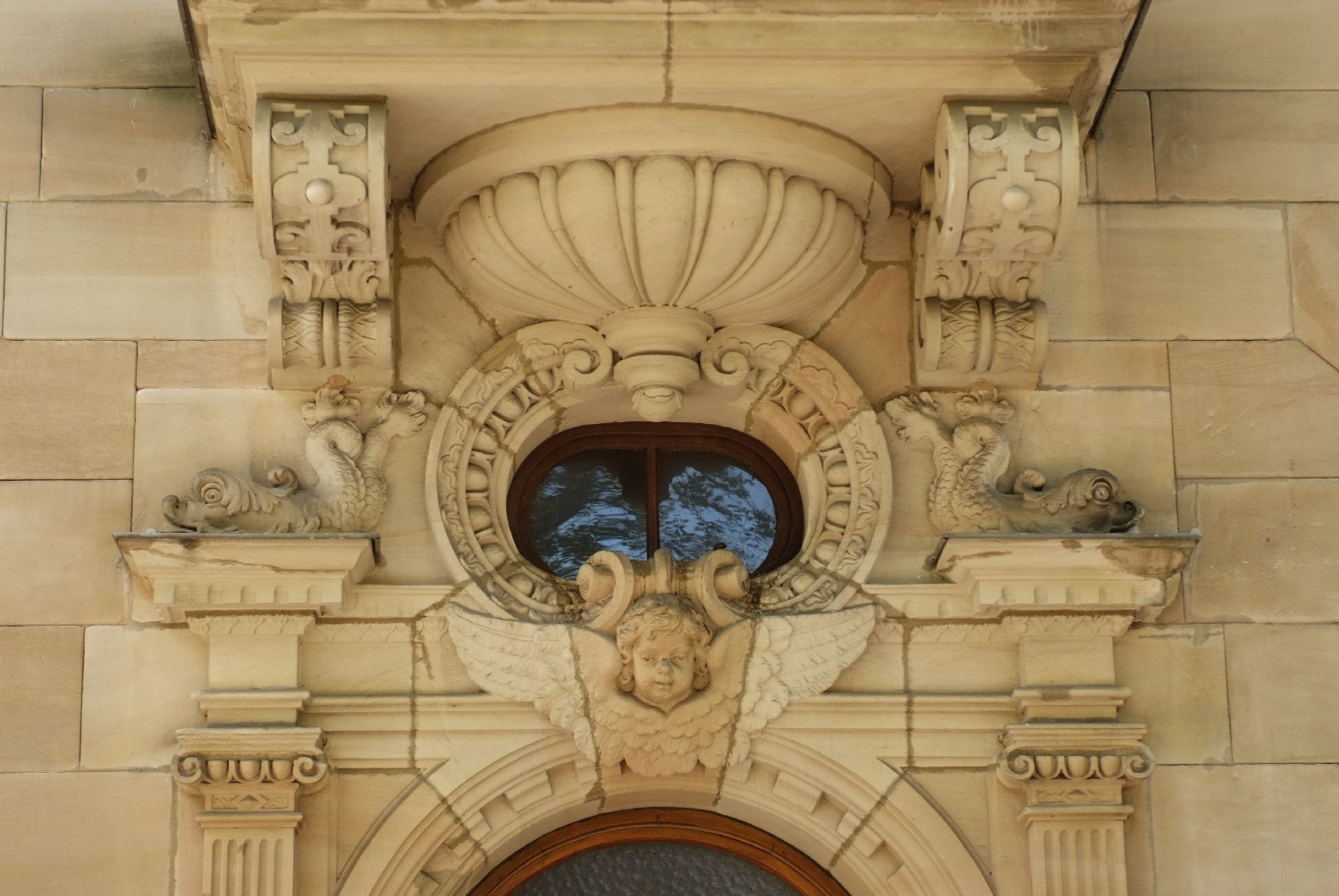
Detail Königswarterstraße 74, Sandsteinarbeiten über Haustüre.

- Königswarterstraße 64 – neubarockes Mietshaus (jetzt städtisches Bürogebäude), viergeschossig, Sandstein, sehr reich gegliedert, mit Polygonalerker und Zwerchgiebel, steinernen und Gittebalkonen, 1891/92 von Adam Egerer.
- Königswarterstraße 66 – neubarockes Mietshaus, viergeschossig, Sandstein, sehr reich gegliedert, mit Erker-Balkon-Gruppe, 1895/96 von Fritz Walter.
- Königswarterstraße 68 – neubarockes Mietshaus, viergeschossig, Sandstein, sehr reich gegliedert, in der Mitte zweiachsiger Erker und kleiner Zwerchgiebel, 1893/94 wohl von Adam Egerer.
- Königswarterstraße 70 – neubarockes Mietshaus, viergeschossig, Sandstein, reich gegliedert, Erker mit beiderseits anschließendem Balkon, 1895 vielleicht von Adam Egerer.
- Königswarterstraße 72 – Viergeschossiges Mietshaus, in Neurokokoformen reich gegliederte Sandsteinfassade, Mittelerker und Schweifgitterbalkonen, 1895/96 von Adam Egerer.
- Königswarterstraße 74 – Viergeschossiges Mietshaus, in deutscher Renaissance, Sandstein, reich gegliedert, mit Gitterbalkonen am runden Eckturm, mehreren Erkern, hohem Zwerchgiebel, von 1896/97 von Max Meyer.
- Königswarterstraße 76, 77, 78 – Symmetrische viergeschossige Mietshausgruppe, neubarock bzw. barockisierende Jugendstilformen, sehr reich gegliedert, die Eckhäuser Nr. 76 und 78 mit polygonalen Eckturmerkern, Nr. 77 Mittelteil der Gruppe mit Mittelerker und schweifgiebligem Zwerchhaus, 1902–04 wohl von Max Mayer sowie Bräutigam und Wiessner; Vorgartenzäune mit Pfeilern.

### Luisenstraße

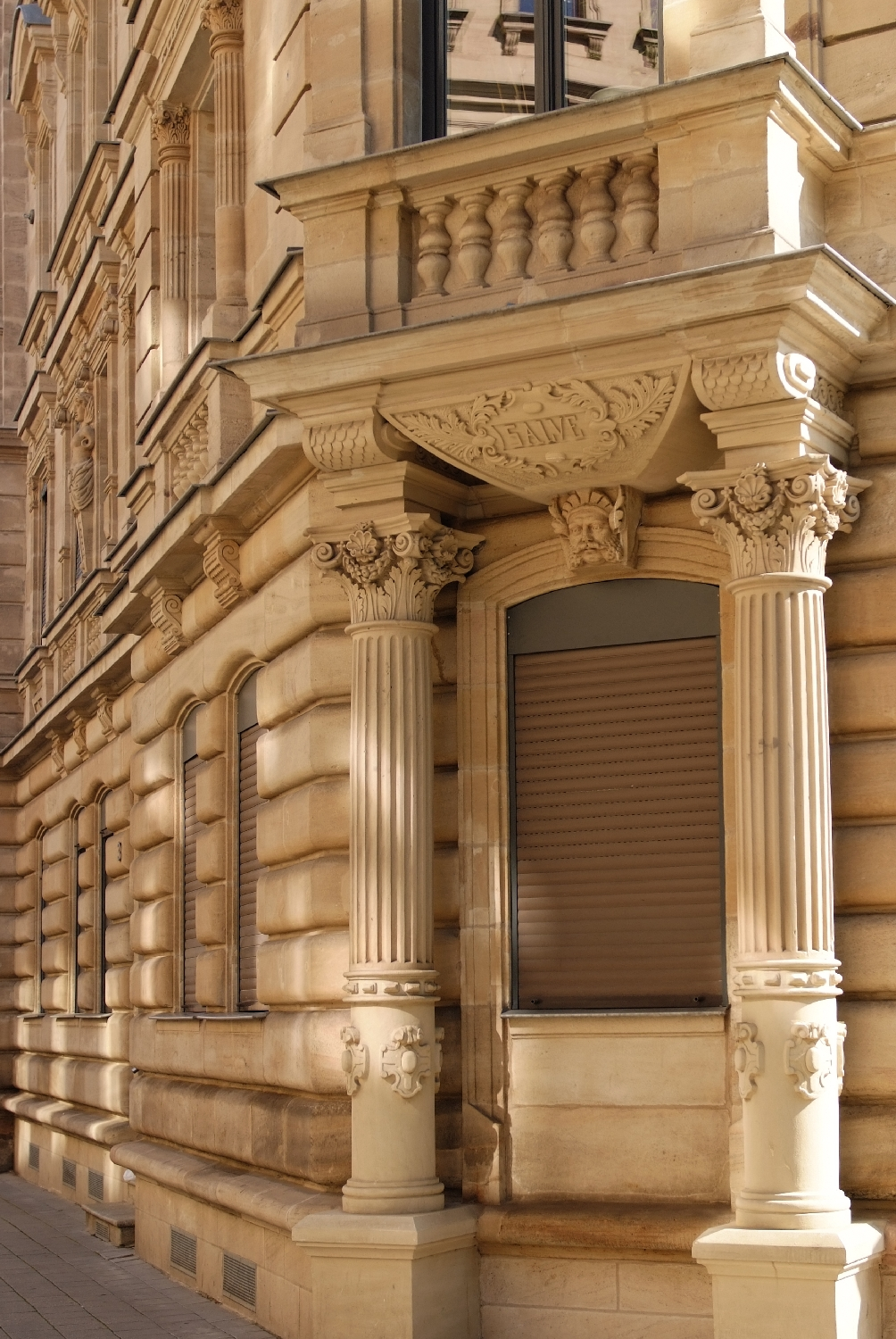
Hausecke Luisenstraße 3.

- Luisenstraße 1, 3 – Teil einer sehr repräsentativen, reich gegliederten, viergeschossigen Neurenaissance-Mietshausgruppe (siehe Hornschuchpromenade 1/2 und Nürnberger Straße 38/40/42) mit symmetrischen Sandsteinfronten an jeder der drei Straßen, 1887–89 von Georg Müller; zugehörig zur Westfront Eckhaus Nürnberger Straße 38; vgl. auch Ensemble Hornschuchpromenade.
- Luisenstraße 2 – Viergeschossiges Mietshaus, spätklassizistischer Eckbau, Sandstein, 1874 von Leonhard Gran; zwei gusseiserne Ladenstöcke.
- Luisenstraße 3 – Siehe Nr. 1.
- Luisenstraße 4 – Viergeschossiges spätklassizistisches Mietshaus, Sandstein, mit flachen Seitenrisaliten und zartem Dekor, 1874 von Leonhard Gran; Gusseisenladenfront, Ende 19. Jh.
- Luisenstraße 7 – Viergeschossiges Mietshaus, sehr reich neubarock gegliedert im Stil der anschließenden Häuser Königswarterstraße 52 ff., viergeschossiger Erker, bez. 1893, von Fritz Walter; Teil des Ensembles Hornschuchpromenade.
- Luisenstraße 8 – Spätklassizistisches Mietshaus, dreigeschossig mit kräftigem Gurtgesims, 1877 von Leonhard Gran.
- Luisenstraße 9 – Mietshaus, deutsche Renaissance, viergeschossig, reich gegliedert, mit Flacherker und turmbekröntem Schweifgiebel, 1903/04 von Bräutigam und Wiessner; Teil des Ensembles Hornschuchpromenade.
- Luisenstraße 10 – Spätklassizistisches Mietshaus, dreigeschossig, Sandstein, flache Seitenrisalite, Palmettenfries und Konsolgesims, 1877 von Leonhard Gran.
- Luisenstraße 11 – Neurenaissance-Mietshaus, Sandstein, reich gegliedert, viergeschossig, Flacherker und Giebelaufsatz, 1889/90 von Moritz Haubrich.
- Luisenstraße 12 – Viergeschossiges Neurenaissance-Mietshaus, Sandstein, Gurtgesims, 1881/82 von Leonhard Gran, modern aufgestockt; Fortsetzung von Nr. 14.
- Luisenstraße 14 – Neurenaissance-Mietshaus, viergeschossig, Flacherker an der abgeschrägten Ecke, 1881/82 von Leonhard Gran, 1899 aufgestockt (Gruppe mit Nr. 12).

### Nürnberger Straße
- Nürnberger Straße 38, 40, 42 – Sehr repräsentative, reich gegliederte, viergeschossige Neurenaissance-Mietshausgruppe (mit Luisenstraße 1/3 und Hornschuchpromenade 1/2), mit symmetrischen, von Eckrisaliten mit hohen Steildächern eingefassten Sandsteinfronten, Eckhaus Nr. 38 mit Flacherker auf zwei Säulen an der abgeschrägten Ecke, hier Apotheke mit Neurenaissanceeinrichtung, und (wie auch Nr. 42) mit hohem Dachaufsatz an der Ecke, Nr. 40 bildet erhöhten Mittelrisalit, 1886–1889 von Wolfgang Müller.
- Nürnberger Straße 84 – Dreigeschossiges Neurenaissance-Mietshaus, Sandstein, mit abgeschrägter Ecke und Mansarddach, 1882 von Johann Gran.
- Nürnberger Straße 88 – Viergeschossiges Mietshaus, sehr reich gegliederte und dekorierte neubarocke Sandsteinfassade mit Polygonalerker, 1891/92 von Max Mayer; mit Jakobinenstraße 8 bauliche Einheit; Gruppe mit Jakobinenstraße 6.

### Pickertstraße
- Pickertstraße 1 – Viergeschossiges Mietshaus im barockisierenden Jugendstil, Sandstein und Putz, mit reichem Dekor, rundem Erkerturm, 1904–1906 von Bräutigam und Wiessner; Gruppe mit Gebhardtstraße 49.
- Pickertstraße 2 – Neurenaissance-Mietshaus, viergeschossig, Sandstein, sehr reich gegliedert, polygonaler Erker, 1894/95 von Fritz Walter.
- Pickertstraße 4 – Neurenaissance-Mietshaus, viergeschossig, Sandstein, reich gegliedert mit Erkerturm an der abgeschrägten Ecke, 1894 von Adam Egerer; Teil des Ensembles Hornschuchpromenade.

### Rudolf-Breitscheid-Straße

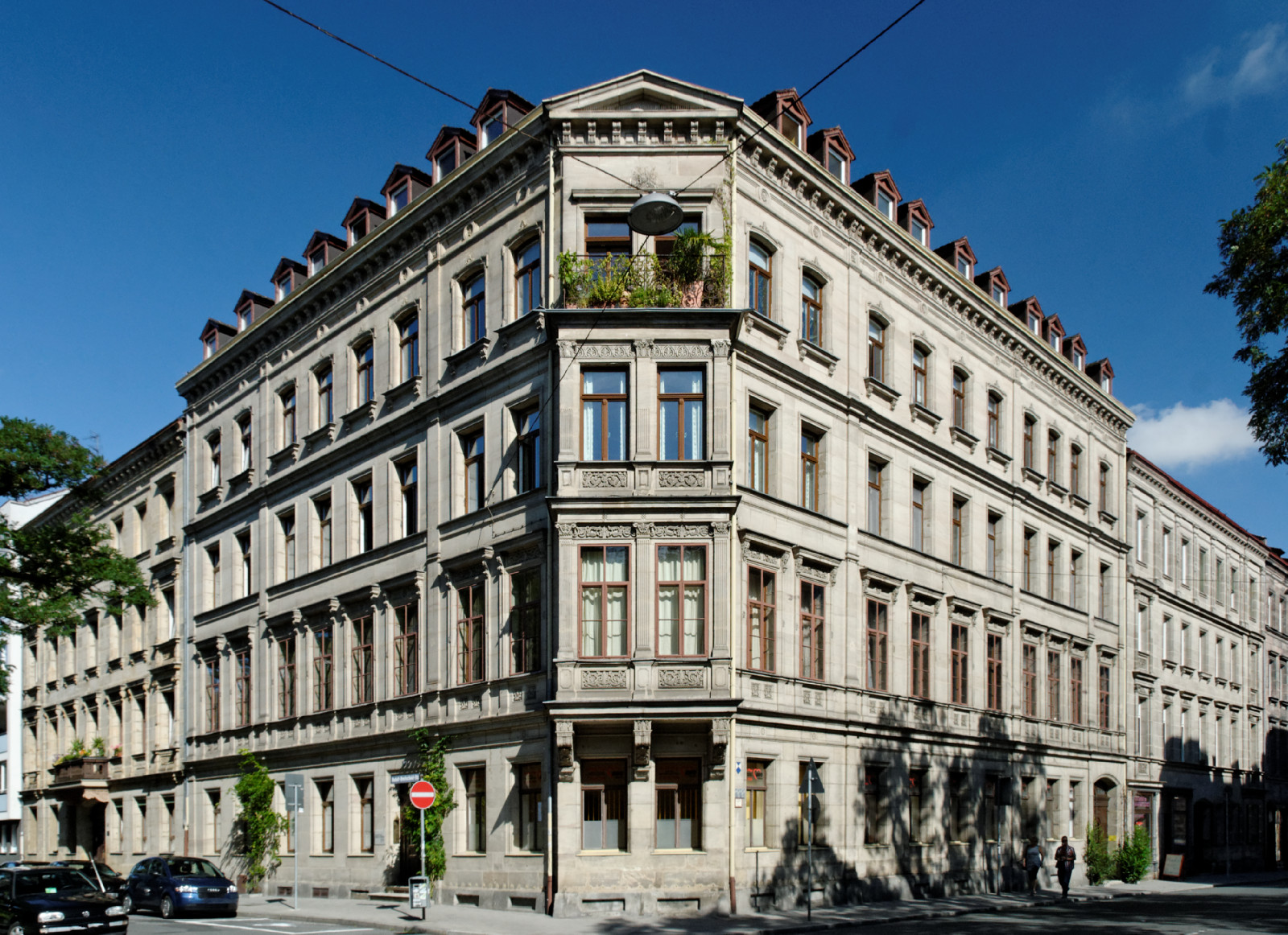
Rudolf-Breitscheid-Straße 51. In Fürth hielt die neoklassizistische Phase deutlich länger als in anderen Orten an, der Bau stammt schon aus der Gründerzeit (1873/74).

- Rudolf-Breitscheid-Straße 51 – Spätklassizistisches Mietshaus, viergeschossig, mit Konsolgesims, an der abgeschrägten Ecke Erker und Dreiecksgiebel, 1873/74 von Leonhard Gran; westlicher Abschluss des Ensembles.

### Zähstraße

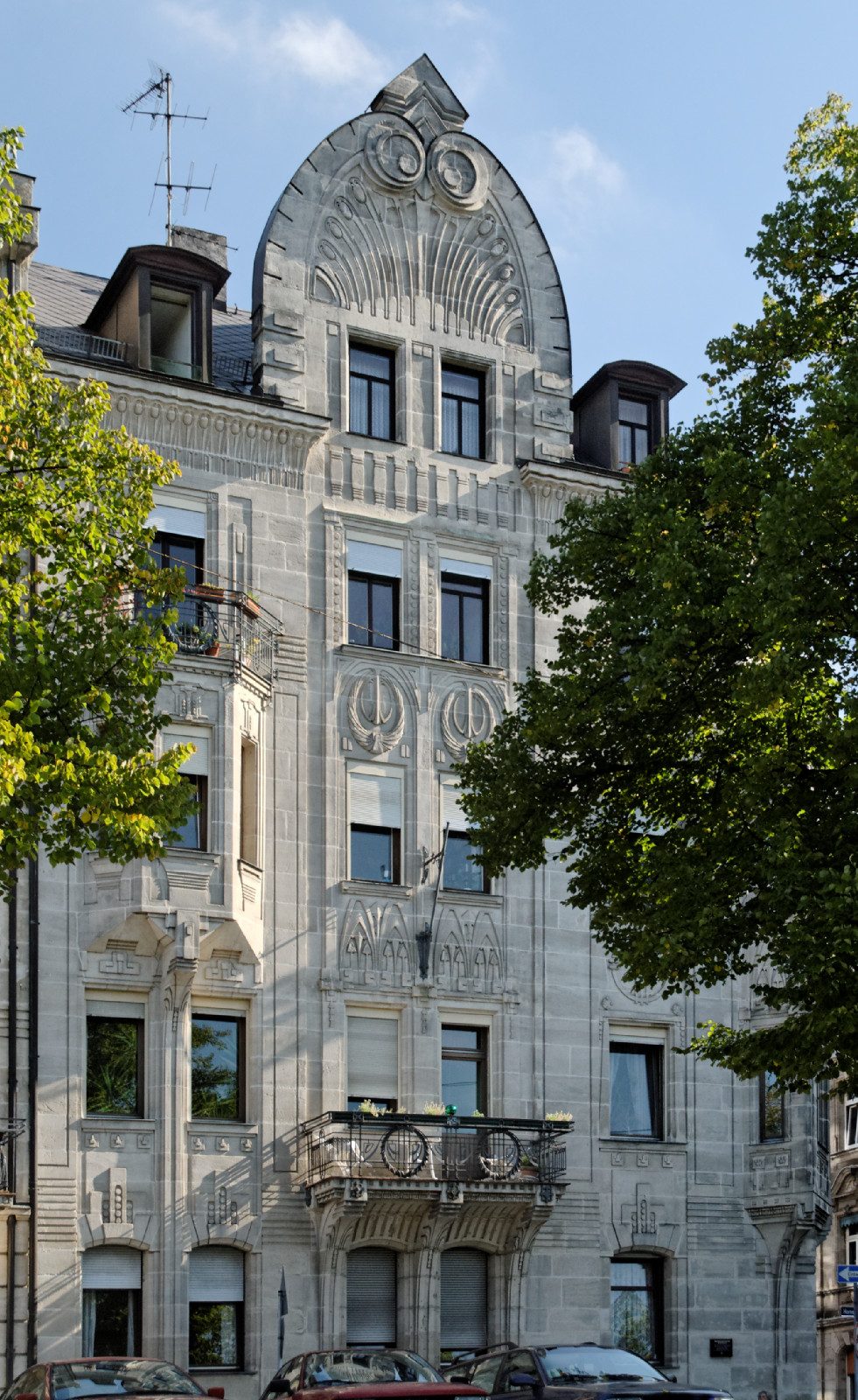
Zähstraße 4, Ansicht von der Hornschuchpromenade.

- Zähstraße 1, 3 – Mietshausgruppe aus zwei viergeschossigen neubarocken Eckhäusern, reich gegliedert, mit Balkonen und Erkerbesetzten Schrägecken, 1896–98 von Fritz Walter; schließt sich an das ähnliche Haus Hornschuchpromenade 28.
- Zähstraße 4 – Viergeschossiges Mietshaus, Jugendstil-Eckbau, sehr reich gegliedert und dekoriert, mit Erker an der abgeschrägten Ecke, 1903/04 von Georg Müller (Ebert und Müller); Gruppe mit Hornschuchpromenade 24/25.